# Royaume de Wei
Pour un article plus général, voir Trois Royaumes de Chine.
Pour les articles homonymes, voir Wei.
220–265
Entités précédentes :
- Chine (Dynastie Han)

Entités suivantes :
- Chine (Dynastie Jin)

Batailles
Yiling/Xiaoting - Campagne contre le Wu - Campagne du Sud - Hefei (231) - Hefei (233) - Expéditions de Zhuge Liang - Hefei (234) - Shiting - Liaodong - Offensive du Wu - Xingshi - Koguryo - Gaoping - Expéditions de Jiang Wei (Didao) - Dongxing - Hefei (253) - Shouchun - Cao Mao - chute du Shu - Zhong Hui - Chute du Wu
Le royaume de Wei, également appelé Cao Wei (曹魏, Cáo Wèi), est un des royaumes qui régnaient sur la Chine pendant la période des Trois Royaumes. Avec sa capitale à Luòyáng, ce royaume fut établi par Cao Pi en 220, à partir des bases posées par son père Cao Cao. Cette dénomination  apparaît en 213, lorsque les exploitations féodales de Cao Cao prennent le nom de Wei ; les historiens ajoutent souvent le préfixe Cao (du nom de famille de Cao Cao) afin de distinguer ce royaume des autres États que l'histoire de la Chine a également connus sous le nom de Wei, par exemple les précédents États de Wei durant la période des royaumes combattants, et plus tard l'État de la dynastie Wei du Nord. En 220, lorsque Cao Pi déposséda le dernier empereur de la dynastie Han, Wei est devenu le nom de la nouvelle dynastie qu'il fonda. Cette dynastie fut saisie et contrôlée par la famille Sima en 249, jusqu'à ce qu'elle fût renversée et soit devenue une partie de la dynastie Jin en 265.

## Histoire

### Origines et fondation
Lorsque l’empereur Han Lingdi meurt en 189, les luttes de factions au sein de la Cour impériale prennent un tour dramatique. Depuis des années, c'est la faction des eunuques qui domine la Cour, et l'arrivée au pouvoir d'Han Shaodi, qui est trop jeune pour régner seul, ne semble pas devoir changer la donne. Mais, durant les mois qui suivent la mort de Lingdi, ces luttes prennent une tournure sanglante avec une multiplication des meurtres et des complots. Finalement, l'assassinat de He Jin, le chef de la faction anti-eunuque, met le feu au poudre. Les eunuques sont traqués et tués dans tout le palais, pendant qu'une partie de leurs chefs s'enfuient avec l'empereur et son jeune frère. Acculés, les derniers eunuques se suicident en laissant seuls les deux enfants. Ces derniers sont retrouvés par Dong Zhuo, un général à qui la faction anti-eunuque avait demandé de l'aide. Zhuo marche alors sur la capitale, en chasse la faction anti-eunuque et devient le maître de la Cour Impériale, après avoir déposé Shaodi pour le remplacer par son frère, Han Xiandi.
Cherchant à consolider son pouvoir, Zhuo contacte plusieurs officiers et fonctionnaires pour s'attacher leurs services. Parmi eux se trouve Cao Cao, un jeune officier membre de la faction anti-eunuque, dont le talent de stratège commence à être reconnu. Craignant Dong Zhuo, Cao préfère s'enfuir et retourner chez lui. Furieux, Zhuo lance un mandat d'arrêt contre Cao Cao, pendant que ce dernier commence à lever des troupes pour lutter contre le nouveau maître de la Cour. Il n'est pas le seul, car en 190, une coalition de fonctionnaires et de seigneurs de guerre se forme pour abattre Zhuo. Même si les troupes des coalisés sont nombreuses, ils sont paralysés par des dissensions internes et même si Dong Zhuo finit par devoir évacuer la capitale, il peut continuer à diriger la cour depuis la ville de Chang'an. En 191, la coalition explose et les anciens alliés commencent à s'affronter, chacun cherchant à conquérir le territoire du voisin. Dans ce contexte chaotique, Cao rentre chez lui et utilise ses troupes pour mater diverses rébellions, n'hésitant pas à récompenser ses adversaires et à les laisser rejoindre ses rangs s'ils se rendent. Pendant ce temps, à la Cour, Dong Zhuo est assassiné par un de ses généraux en mai 192, à la suite d'un complot du haut fonctionnaire Wang Yun. Ce dernier est tué peu après par Li Jue, Guo Si et Fan Chou, trois anciens généraux de Zhuo. En 196, l'empereur Xiandi réussit à s'enfuir de Chang'an et retourne à l'ancienne capitale, Luoyang, qui n'est plus qu'un champ de ruines.
À cette date, malgré ses efforts, Cao Cao n'est encore qu'un seigneur de guerre de second plan, qui ne contrôle que la province de Yan. Il profite de l'occasion pour recueillir l'empereur, qui le nomme au poste de chancelier impérial. Une fois nommé, il envoie des missives aux autres seigneurs de guerre, pour leur donner l'ordre de se soumettre au pouvoir impérial, avant de les attaquer s'ils refusent. Au début, Cao cherche à s'emparer de la province de Jing, soit le Hubei et le Hunan actuel, qui est alors gouvernée par son rival Liu Biao. Rapidement, une série de conflits vont lui faire comprendre qu'il lui est impossible d'attaquer le sud s'il ne commence pas par mettre au pas les seigneurs de guerre du Nord de la Chine, et en particulier le plus puissant d'entre eux, Yuan Shao. Ancien chef de la coalition et ancien ami de Cao Cao, Shao contrôle le territoire le plus riche et possède l'armée la plus puissante de toute la Chine. Mais, trop sûr de lui, et sourd aux conseils de ses stratèges, il est vaincu par Cao Cao lors de la bataille de Guandu. Yuan Shao meurt peu après sa défaite et Cao Cao passe les années suivantes à mettre au pas les fils du défunt, ainsi que les derniers seigneurs de guerre du Nord-est de la Chine.
En 208, le Nord-est, pacifié, est totalement sous le contrôle de Cao et les seigneurs de guerre du Nord-ouest préfèrent régner sur leur territoire sans rien tenter contre lui. Il monte alors une expédition pour partir à la conquête du Sud et part envahir la province de Jing en août de la même année. Liu Biao meurt en septembre de la même année et son fils, terrifié par la puissance de l'armée de Cao Cao, se rend immédiatement aux troupes d'invasion. Cao poursuit son avancée vers le sud sans rencontrer beaucoup de résistance, jusqu'à ce qu'il se trouve face à une alliance formée par Liu Bei, un seigneur de guerre du nord parti en exil après avoir été vaincu par Cao, et Sun Quan, le maître de la région du Jiangdong. Après avoir vaincu Liu Bei lors de la bataille de Changban, il est défait à son tour lors de la bataille de la Falaise rouge, où sa flotte est incendiée après que son armée a été décimée par la maladie. Cao Cao se replie alors vers le nord et ne peut empêcher ses rivaux de prendre le contrôle de la quasi-totalité de la province de Jing.
Cao Cao passe plusieurs années à réorganiser son armée et contenir les attaques de ses rivaux. Il ne repasse à l'offensive qu'en 211, lorsqu'il marche vers l'ouest pour s'emparer de la ville de Hanzhong, qui doit lui servir de base arrière pour la conquête de la province de Yi. Il se heurte alors aux seigneurs de guerre Han Sui et Ma Chao, qui sont les maîtres des provinces de Liang et Yong. Craignant que Cao Cao n'en profite pour les attaquer, ils l'attaquent lors de la bataille du col de Tong. Finalement, ils sont vaincus par Cao Cao, qui annexe leurs territoires. Si ce dernier a réussi à agrandir ses possessions, il est obligé de reporter l'attaque contre Hanzhong. Le 16 juin 213, il reçoit le titre de "Duc de Wei" et se voit accorder dix villes dans son domaine, qui est appelé « Wei ». L'empereur lui offre également les Neuf sacrements ou Jiu xi. En 215, il repart à l'attaque et réussit à battre Zhang Lu, le maître de Hanzhong, lors de la bataille de Yangping. Après cette victoire, en 216, il prend le titre de "Roi de Wei", violant ainsi une règle établie par le fondateur de la dynastie Han, voulant que seuls les membres du clan impérial peuvent recevoir le titre de Roi. En 217, Liu Bei, qui s'est déjà emparé de la province de Yi et d'une partie de celle de Jing, attaque Hanzhong et après deux ans de combats, s'empare de la ville. Cao obtient sa revanche un peu plus tard la même année. En effet, Guan Yu, un des généraux de Bei, lance de son propre chef une attaque contre la partie de la province de Jing qui est encore sous le contrôle de Cao Cao. Après avoir réussi à vaincre un des généraux de Cao Cao, Guan Yu se met à dos Sun Quan par son attitude outrancière. Cao Cao propose alors une alliance à Quan qui accepte. Finalement, en septembre 219, Sun Quan s'empare des possessions de Lu Bei dans la province de Jing et Guan Yu est capturé et exécuté par les troupes de Quan après avoir été vaincu par celles de Cao.
S'il a réussi à semer le trouble entre les anciens alliés, Cao Cao n'a pas le temps d'en profiter, car il meurt le 15 mars 220. Son fils Cao Pi lui succède en tant que Roi de Wei et chancelier impérial. Le 11 décembre de la même année, Cao Pi s'empare du trône, proclame la fondation de la dynastie Wei et décerne à son père le titre posthume d'Empereur Wu du Wei (魏武帝), avant de déménager la capitale à Luoyang, qui a été reconstruite. Immédiatement, cette prise de pouvoir est contestée par Liu Bei, qui fonde son royaume, le Shu, en 221.

### Règne de Cao Pi  (220 - 226)

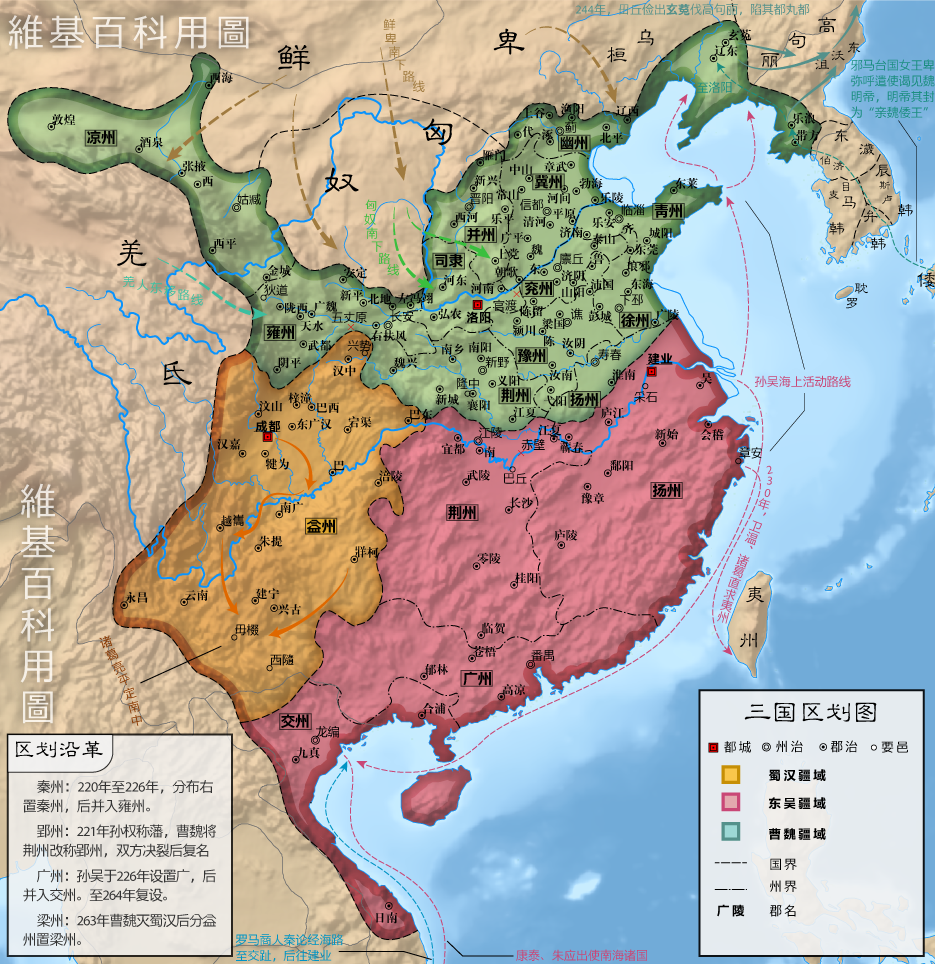
Trois royaumes en 226. Wei est en vert

À peine monté sur le trône, Cao Pi entre en conflit avec Sun Quan, qui refuse d'envoyer son fils aîné en otage à la Cour du Wei. Ce refus et l'attitude générale de Sun Quan font comprendre à Cao Pi que sa soumission n'est que de façade et qu'il compte rompre tout lien avec le Wei. Pi réagit en attaquant le Wu sur trois fronts en 222, mais après trois ans de combats, et malgré des débuts prometteurs, cette campagne se solde par un échec du Wei et la réactivation de l'alliance Shu/Wu. De plus, dès le début des hostilités, Sun Quan a fondé son propre royaume, le Wu ; ce qui marque officiellement le début de la période des Trois Royaumes. Par la suite, Cao Pi tente d'envahir le Shu et lance une nouvelle attaque contre le Wu, toujours en vain.
Sur le plan politique, Cao Pi peut compter sur le soutien des anciens généraux, ministres et stratèges de son père, en particulier celui du stratège Sima Yi, un membre de la famille de Sima Qian, le célèbre historien de la dynastie Han. L'importance de Sima Yi est telle que Cao Pi le nomme rapidement au poste de Lushang Shushi (録尚書事), ce qui est l'équivalent d'un Premier Ministre du Wei. Malgré les conflits qu'il déclenche, son règne reste une période de stabilité politique et de bonne gestion du royaume.
Cao Pi meurt brusquement en 226, à l'âge de 39 ans et c'est son fils Cao Rui qui lui succède,

### Règne de Cao Rui  (226 - 239)
Avant de mourir, Cao Pi charge Sima Yi, Cao Zhen, et Chen Qun d'aider son fils à gouverner le Wei. À peine monté sur le trône, Cao Rui suit les conseils de son père et nomme ces trois hommes à des postes clefs. Ainsi, il nomme Sima Yi Général de la Cavalerie Agile (驃騎大將軍) et le charge de protéger de la frontière entre le Wei et le Wu, Sun Quan étant alors le principal ennemi du royaume.
La situation géopolitique change à partir de 227, lorsque Zhuge Liang, le premier ministre et régent du royaume du Shu, lance une attaque contre le Wei. Il s'agit de la première des cinq expéditions nordiques que va lancer Zhuge Liang, pour tenter d'envahir le Wei. Ces expéditions se soldent par des échecs, mais elles prennent de plus en plus d'ampleur et se révèlent de plus en plus compliquées à repousser, ce qui amène Cao Rui à transférer Sima Yi de la frontière avec le Wu à celle avec le Shu. La dernière de ces expéditions a lieu en 234 et prend la forme d'une double attaque coordonnée du Shu et du Wu contre le Wei. Comme les précédentes, elle se solde par un échec, Cao Rui réussissant à repousser l'attaque de Sun Quan lors d'une bataille ayant lieu à proximité de la rivière Huai He, pendant que Sima Yi inflige une ultime défaite a Zhuge Liang lors de la bataille des plaines de Wuzhang. Zhuge Liang meurt de maladie et d'épuisement à la fin des combats, ce qui neutralise la menace que représentait le Shu pour le Wei.
En plus des attaques du Shu, le Wei doit faire face à celles du Wu. Ainsi, en 228, Sun Quan profite du transfert de Sima Yi sur la frontière avec le Shu pour infliger une cinglante défaite à son remplaçant lors de la bataille de Shiting.
En 238, Cao Rui envoie une fois de plus Sima Yi au combat, pour mater la révolte de Gongsun Yuan, un vassal du Wei qui règne sur la région du Liaodong. Arrivé au pouvoir par un coup d'état, Yuan est un vassal à la fidélité douteuse, qui a commencé par chercher à s'allier au Wu lors d'envois de messagers par mer en 235 et 236, avant de changer d'avis et d'exécuter les envoyés de Sun Quan. Il finit par entrer en rébellion ouverte contre le Wei et est écrasé par Sima Yi avant la fin du mois de septembre 238.
Malgré ces conflits, le Wei reste un royaume marqué par la stabilité politique, Cao Rui régnant sans rencontrer d'opposition notable. Cao Rui a un train de vie fastueux et se fait construire une série de palais grandioses. Entre ces dépenses de luxe et les conflits à répétition, lorsqu'il meurt de maladie en l’an 239, à l’âge de 34 ans, les caisses du Wei sont vides. C'est son fils adoptif, Cao Fang, qui monte sur le trône.

### Règne de Cao Fang  (239 - 254)
Lorsque le troisième empereur du Wei accède au trône, il n'est qu'un enfant âgé de 8 ans, incapable de régner seul. Avant de mourir, Cao Rui confie la régence à Sima Yi et Cao Shuang, un des oncles de Cao Fang. À force de manœuvres politiques, Cao Shuang réussit à faire nomme Sima Yi au poste de Grand tuteur (Taifu 太傅). Théoriquement, celui qui occupe ce poste est très puissant, car il doit servir de guide moral et spirituel à l'empereur. En réalité, il s'agit d'un poste civil prestigieux mais vide de tout pouvoir, une sorte de "placard doré" de luxe ou l'on nomme ceux dont ont veut bloquer la carrière. Étant, de fait, à la tête du Wei, Cao Shuang commence à mener une vie de luxe. pour légitimer sa position et affermir son pouvoir, il tente d’envahir le Shu en l’an 244, mais il est vaincu par Fei Yi et ne doit la vie sauve qu'à une lettre de Sima Yi, qui évalue mieux la situation et ses dangers depuis la capitale que Shuang qui est sur le terrain. Ne supportant pas d'être mis à l'écart, Sima Yi commence à préparer son retour. Il commence par faire semblant de se retirer de la vie politique et feint d'être malade pour endormir la méfiance de son rival. Ayant réussi à rallier assez de soutiens, il décide de passer à l'action en 249 et réussit à éliminer physiquement Cao Shuang et ses partisans après l'incident des tombes de Gaoping. Il place ensuite l'empereur sous sa coupe et devient le véritable maître du royaume. Il n'a pas le temps de mettre une véritable politique en place, car il meurt en 251, après avoir mené une ultime campagne militaire dans la région de Souchun.
C'est son fils aîné, Sima Shi, qui prend le pouvoir après son décès. Ses débuts ne sont pas aussi glorieux que ceux de son père et l'échec de ses premières campagnes militaires affaiblissent sa position face à un clan Cao qui cherche à reprendre le pouvoir. En 254, Sima Shi découvre que l'empereur Cao Fang a donné l'ordre à Xiahou Xuan, Li Feng et Zhang Qi d’assassiner la famille Sima. Il réagit en obligeant Fang à abdiquer, pour le remplacer par son cousin Cao Mao.
L'instabilité politique de cette période ne semble pas gêner pour autant l'activité diplomatique du Wei, qui reçoit plusieurs messagers du Yamato, le royaume de la reine Himiko (ancien Japon) en 239, 242 et 246. Les Wei eux-mêmes auraient envoyé un groupe de messagers au Yamato en 240.

### Règne de Cao Mao  (254 - 260)
Après l’abdication de Cao Fang, la réaction des ennemis du clan Sima ne se fait pas attendre. Dès l'an 255, le général Guanqiu Jian, en poste à Souchun, se soulève avec l'aide des partisans des Cao et du Wu. Tout comme son père avant lui, Sima Shi réussit à vaincre les rebelles et meurt peu après. C'est son frère cadet Sima Zhao, qui lui succède à la tête du clan et de l'État. Très vite, Zhao doit faire face à une troisième révolte dans la région de Souchun, qui est menée par Zhuge Dan. En réalité, Zhao pousse discrètement ce général du Wei, qui avait aidé son père et son frère à mater les deux autres rébellions, à se révolter pour mieux pouvoir l'écraser et réduire au silence les derniers soutiens du clan Cao. Son plan marche mieux que prévu ; car non seulement il élimine Zhuge Dan, mais en plus il inflige une défaite cinglante aux troupes du Wu, venues aider les révoltés. Cette défaite sanglante provoque la chute et l'assassinat du premier ministre de ce royaume.
Dès lors, Sima Zhao règne en maître absolu sur le Wei. La dernière tentative de résistance à l'hégémonie politique des Sima a lieu en 260, lorsque, dans une acte tenant plus du baroud d'honneur que du coup d'état réfléchit, l'empereur Cao Mao tente de les renverser. Il échoue et est tué pendant les combats. Ne se sentant pas encore assez fort pour renverser les Cao, Zhao le remplace sur le trône par Cao Huan.

### Règne de Cao Huan  (260 - 266) et chute du Wei
Après avoir consolidé son pouvoir, Zhao décide de renforcer encore plus le prestige des Sima en réunifiant la Chine. Pour cela, il décide de s'attaquer en premier au royaume de Shu. Même s'il ne représente plus une véritable menace depuis la mort de Zhuge Liang, le Shu poursuit une politique d'agressions qui irrite les Sima et coûte cher au Wei. En effet, dirigé de fait par le général Jiang Wei, le Shu vient de passer une décennie à lancer une série d'attaques sans lendemain contre le Wei. D'un point de vue militaire et financier, le Shu est épuisé et Liu Shan, l'empereur du Shu, a perdu le soutien de sa population.
Après trois ans à préparer l’attaque, Sima Zhao passe à l'action et ses troupes, conduites par le général Zhong Hui, écrasent les troupes du Shu en 263. En 264, Jiang Wei conduit une tentative désespérée visant à restaurer l'indépendance du royaume et réussit à entraîner Zhong Hui avec lui. Les deux rebelles sont tués par leurs propres troupes qui refusent de les suivre et dès lors, le Shu est définitivement annexé par le Wei.
Après cette victoire, le pouvoir de Sima Zhao est incontesté et la voie vers le changement dynastique semble ouverte. Il prend le titre de roi de Jin et reçoit de la part de l'empereur les Jiu xi,, tout comme Cao Cao en son temps. Mais Zhao n'a pas le temps de monter sur le trône, car il meurt en 265. C'est son fils et successeur Sima Yan, qui finit par mettre fin à la dynastie des Cao en recevant l'abdication du dernier empereur du Wei en février 266. Il fonde alors la dynastie Jin et prend le nom de règne de Wudi.
Le nouvel empereur réussit à conquérir le royaume du Wu en 280 et ainsi achever la réunification de la Chine. C'est la fin de la période des Trois Royaumes et le début de la dynastie Jin.

## Impératrices du Wei

### Femme de Cao Pi
- Guo Nüwang, connue sous le nom d'Impératrice Wende (222 à 226)

### Femmes de Cao Rui
- Impératrice Mao (Ming), connue sous le nom d'Impératrice Mingdao (227 à 237)
- Impératrice Guo, connue sous le nom d'Impératrice Mingyuan (239)

### Femmes de Cao Fang
- Impératrice Zhen, connue sous le nom d'Impératrice Huai (243 à 251)
- Impératrice Zhang (252 à 254)
- Impératrice Wang (254)

### Femme de Cao Mao
- Impératrice Bian (255 à 260)

### Femme de Cao Huan
- Impératrice Bian (263 à 266)

## Liste des territoires du royaume du Wei
| Commanderies | Commanderies | Commanderies | Commanderies         | Commanderies | Commanderies | Commanderies | Commanderies       | Commanderies | Commanderies | Commanderies  | Commanderies |
| ------------ | ------------ | ------------ | -------------------- | ------------ | ------------ | ------------ | ------------------ | ------------ | ------------ | ------------- | ------------ |
| Fanyang 范陽 | Dai 代       | Yuyang 漁陽  | Right Beiping 右北平 | Liaoxi 遼西  | Lelang 樂浪  | Shanggu 上谷 | Yan (royaume) 燕國 | Changli 昌黎 | Xuantu 玄菟  | Liaodong 遼東 | Daifang 帶方 |

| Commanderies | Commanderies  | Commanderies   | Commanderies | Commanderies | Commanderies        | Commanderies   | Commanderies | Commanderies  | Commanderies          | Commanderies | Commanderies | Commanderies               |
| ------------ | ------------- | -------------- | ------------ | ------------ | ------------------- | -------------- | ------------ | ------------- | --------------------- | ------------ | ------------ | -------------------------- |
| Wei 魏       | Yangping 陽平 | Guangping 廣平 | Qinghe 清河  | Julu 鉅鹿    | Zhao (royaume) 趙國 | Changshan 常山 | Anping 安平  | Pingyuan 平原 | Leling (royaume) 樂陵 | Hejian 河間  | Bohai 渤海   | Zhongshan (royaume) 中山國 |

| Commanderies   | Commanderies | Commanderies            | Commanderies      | Commanderies | Commanderies           |
| -------------- | ------------ | ----------------------- | ----------------- | ------------ | ---------------------- |
| Chengyang 城陽 | Donglai 東萊 | Beihai (royaume) 北海國 | Qi (royaume) 齊國 | Le'an 樂安   | Jinan (royaume) 濟南國 |

| Commanderies   | Commanderies | Commanderies | Commanderies | Commanderies | Commanderies |
| -------------- | ------------ | ------------ | ------------ | ------------ | ------------ |
| Shangdang 上黨 | Xihe 西河    | Taiyuan 太原 | Leping 樂平  | Xinxing 新興 | Yanmen 雁門  |

| Commanderies | Commanderies  | Commanderies | Commanderies | Commanderies  |
| ------------ | ------------- | ------------ | ------------ | ------------- |
| Henan 河南尹 | Hongnong 弘農 | Henei 河內   | Hedong 河東  | Pingyang 平陽 |

| Commanderies | Commanderies           | Commanderies              | Commanderies | Commanderies  | Commanderies  | Commanderies | Commanderies             |
| ------------ | ---------------------- | ------------------------- | ------------ | ------------- | ------------- | ------------ | ------------------------ |
| Taishan 泰山 | Jibei (royaume) 濟北國 | Dongping (royaume) 東平國 | Dong 東      | Rencheng 任城 | Shanyang 山陽 | Jiyin 濟陰   | Chenliu (royaume) 陳留國 |

| Commanderies  | Commanderies            | Commanderies             | Commanderies   | Commanderies | Commanderies               |
| ------------- | ----------------------- | ------------------------ | -------------- | ------------ | -------------------------- |
| Dongguan 東莞 | Langye (royaume) 琅琊國 | Donghai (royaume) 東海國 | Guangling 廣陵 | Xiapi 下邳   | Pengcheng (royaume) 彭城國 |

| Commanderies  | Commanderies | Commanderies | Commanderies | Commanderies | Commanderies | Commanderies  | Commanderies  | Commanderies | Commanderies |
| ------------- | ------------ | ------------ | ------------ | ------------ | ------------ | ------------- | ------------- | ------------ | ------------ |
| Jingzhao 京兆 | Pingyi 馮翊  | Fufeng 扶風  | Beidi 北地   | Xinping 新平 | Anding 安定  | Guangwei 廣魏 | Tianshui 天水 | Nan'an 南安  | Longxi 隴西  |

| Commanderies | Commanderies   | Commanderies | Commanderies         | Commanderies       | Commanderies | Commanderies | Commanderies | Commanderies |
| ------------ | -------------- | ------------ | -------------------- | ------------------ | ------------ | ------------ | ------------ | ------------ |
| Chen 陳      | Yingchuan 潁川 | Runan 汝南   | Liang (royaume) 梁國 | Pei (royaume) 沛國 | Qiao 譙      | Lu 魯        | Yiyang 弋陽  | Anfeng 安豐  |

| Commanderies | Commanderies  | Commanderies | Commanderies | Commanderies | Commanderies | Commanderies  |
| ------------ | ------------- | ------------ | ------------ | ------------ | ------------ | ------------- |
| Wuwei 武威   | Jincheng 金城 | Xiping 西平  | Zhangye 張掖 | Jiuquan 酒泉 | Xihai 西海   | Dunhuang 敦煌 |

| Commanderies | Commanderies |
| ------------ | ------------ |
| Huainan 淮南 | Lujiang 廬江 |

| Commanderies  | Commanderies   | Commanderies  | Commanderies | Commanderies  | Commanderies   | Commanderies | Commanderies                   |
| ------------- | -------------- | ------------- | ------------ | ------------- | -------------- | ------------ | ------------------------------ |
| Jiangxia 江夏 | Xiangyang 襄陽 | Xincheng 新城 | Nanyang 南陽 | Nanxiang 南鄉 | Shangyong 上庸 | Weixing 魏興 | Zhangling (Yiyang) 章陵 (義陽) |

## Administration
Le premier problème administratif qui se pose pour Cao Cao est de reconstituer une administration solide, après les morts et les fuites provoquées par la guerre civile des années 180-190, tout en éliminant les éléments les plus loyalistes aux Han. Il instaure alors le système dit des « Neuf rangs » (jiupin) : la hiérarchie administrative est désignée en neuf rangs (le premier étant le plus élevé), et des juges impartiaux désignés par la cour doivent sélectionner les recrues de l'administration sur la base de dossiers et de recommandations fournis par les élites locales. Très pragmatique, la sélection doit être faite uniquement sur la base du talent et du mérite, et non pas les qualités morales mises en avant sous les Han (piété filiale, incorruptibilité, etc.). Mais ces vues sont détournées dès le règne de Cao Pi : ce dernier met l'emphase sur les qualités littéraires et poétiques des candidats, ce qui a pour conséquence d'avantager les membres des élites lettrées. Cette pratique est accentuée par ses successeurs. Les premiers empereurs Jin finissent par rétablir la prise en compte du rang du père du candidat, retournant ainsi à un système favorisant l'hérédité et donc les grands lignages établis.
Parmi les autres mesures prises par Cao Cao et Cao Pi figure la réorganisation de l'appareil juridique. Un nouveau code juridique est promulgué, reprenant l'héritage législatif des Han tout en le durcissant. Le premier empereur des Sima-Jin prolonge ces mesures en faisant à son tour rédiger un code plus important, promulgué en 268.
Les conflits militaires entraînent également des massacres et des mouvements de fuite de populations (surtout paysannes) vers des régions épargnées par les affrontements, laissant ainsi certaines régions dans une situation de pénurie démographique et d'atonie agricole, marquant la fin de la petite propriété paysanne sur laquelle reposaient les ressources des empires Qin et Han. Aux yeux des chefs d'État, il faut trouver une nouvelle solution pour s'assurer les ressources humaines et matérielles nécessaires à l'engagement de nouvelles campagnes militaires, mais aussi mettre en place de nouveaux domaines moins dépendants des grands propriétaires. C'est une fois de plus Cao Cao qui impulse les réformes dans ce domaine. Il s'inspire du système des colonies agricoles militaires (tuntian) frontalières existant sous les Han (notamment dans le Nord), mais les transporte à l'intérieur même de la Chine : les premières sont constituées en 196 de Turbans jaunes déportés et implantés dans la vallée du fleuve Jaune ; plus tard il installe également dans l'actuel Shanxi des groupes Xiongnu, dont il apprécie les qualités de cavaliers-archers. Ces colonies sont divisées entre celles à fonction purement agricole, qui paient des taxes, et celles à fonction militaire, qui doivent financer le service militaire. Les populations de ces colonies, qui se développent par la suite, figurent dans des registres et ne peuvent quitter leurs domaines. Les colons doivent se marier à l'intérieur de celles-ci et assurer le service militaire à la suite de leur père : l'armée devient donc héréditaire. Comme souvent dans la Chine ancienne, les initiatives en matière d'agriculture sont couplées avec celles de type militaire. Les politiques de reconquête des terres s'accompagnent aussi de projets d'irrigation. Avec le temps, la politique de colonies prend un tournant défavorable à l'État : les colonies militaires sont peu à peu concédées à des lignages alliés du pouvoir en échange de leurs services, ce qui prive rapidement l'État de ressources et place directement les dépendants agricoles et militaires sous la coupe de l'élite terrienne, qui dispose ainsi de travailleurs et de soldats servant pour son propre compte.

## Lettres et pensée

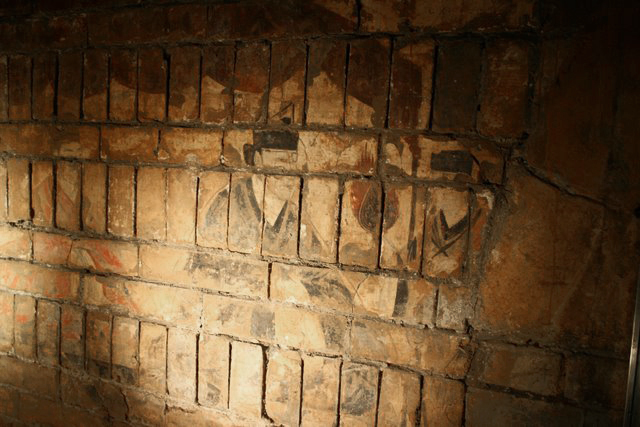
Fresque murale représentant des personnages assis, peinte dans une tombe à Luoyang, durant la dynastie Wei

### L'étude des caractères et les «causeries pures»
Les préoccupations des penseurs établis sont donc liées à celles de la politique de leur temps. Depuis la fin du IIe siècle, les cercles lettrés de la cour avaient pris l'habitude de se livrer à l'étude de l'organisation de la société, de sa hiérarchisation et des aptitudes et caractères individuels, dans une optique de critique des candidats aux postes officiels. Ils ont tendance à s'intéresser plus aux qualités propres des individus qu'à leur morale ou leur renom, lié notamment à leurs ancêtres, comme le veut la « doctrine des noms » (mingjiao), en vogue durant la fin des Han et qui dispose encore de défenseurs sous les Wei (Zhong Hui), qui cherche à faire correspondre les termes à la réalité, donc à situer dans l'échiquier politique et social chaque homme en fonction de ses capacités. Ces réflexions influencent la réforme du recrutement des fonctionnaires initiée par Cao Cao et sont approfondies plus tard par Liu Shao, un ministre de Wei dans son Traité des caractères (Renwu lun, v. 240). C'est également dans ce contexte qu'émergent les « causeries pures » (qingtan), art de la discussion par lequel les lettrés cherchent à mieux connaître le « caractère » de leurs pairs, à analyser les concepts par le débat. Cela favorise la libération de la parole des esprits les plus iconoclastes, qui cherchent à remettre en cause de l'orthodoxie confucianiste, en retrait avec le déclin puis la chute du pouvoir Han.

### Wang Bi et l'«étude du Mystère»
Le milieu des « causeries pures » connaît une grande vogue à la cour des Wei durant l'ère Zhengshi (240-249), sous le patronage de Cao Shuang qui exerce alors la régence. C'est alors qu'émerge l'un des plus brillants esprits de la période des Trois Royaumes, Wang Bi (226-249), sous l'égide d'un autre grand penseur qui est alors bien en vue auprès des détenteurs du pouvoir, He Yan (190-249). Les deux ont étudié et commenté les classiques taoïstes (le Zhuangzi et le Laozi), aux côtés du Livre des Mutations (Yijing) et des plus établis Entretiens de Confucius (Lunyu) pour en tirer des commentaires très élaborés, d'autant plus remarquables chez Wang Bi que celui-ci les a écrits avant ses vingt-trois ans, âge de sa mort. Le courant auquel participent He Yan et Wang Bi est qualifié d'« étude du Mystère » (xuanxue). L'idée maîtresse de Wang Bi est que tout ce qui existe procède du « non-étant » (wu), concept repris du Laozi, qui se confond chez lui avec le « Dao » ou le « Grand Un », autres principes suprêmes dans la pensée chinoise. Il est donc indifférencié, au-delà du tangible (d'où l'aspect « mystérieux »), et les réflexions de ce penseur et de He Yan se portent notamment sur les moyens d'appréhender et comprendre l'indicible. Cela va à l'encontre le l'idéologie dominante sous les Han, reposant sur une cosmologie dominée par la figure du Ciel et l'idéal moral. Dans l'optique de Wang Bi, le Saint, en particulier le souverain, doit donc régner par le « non-agir » (wu wei), sans action prédéterminée, ce qui est une critique des régimes autoritaires et militaires alors en plein essor.

### Les «Sept sages de la forêt de bambous» et la tentation du retrait du monde

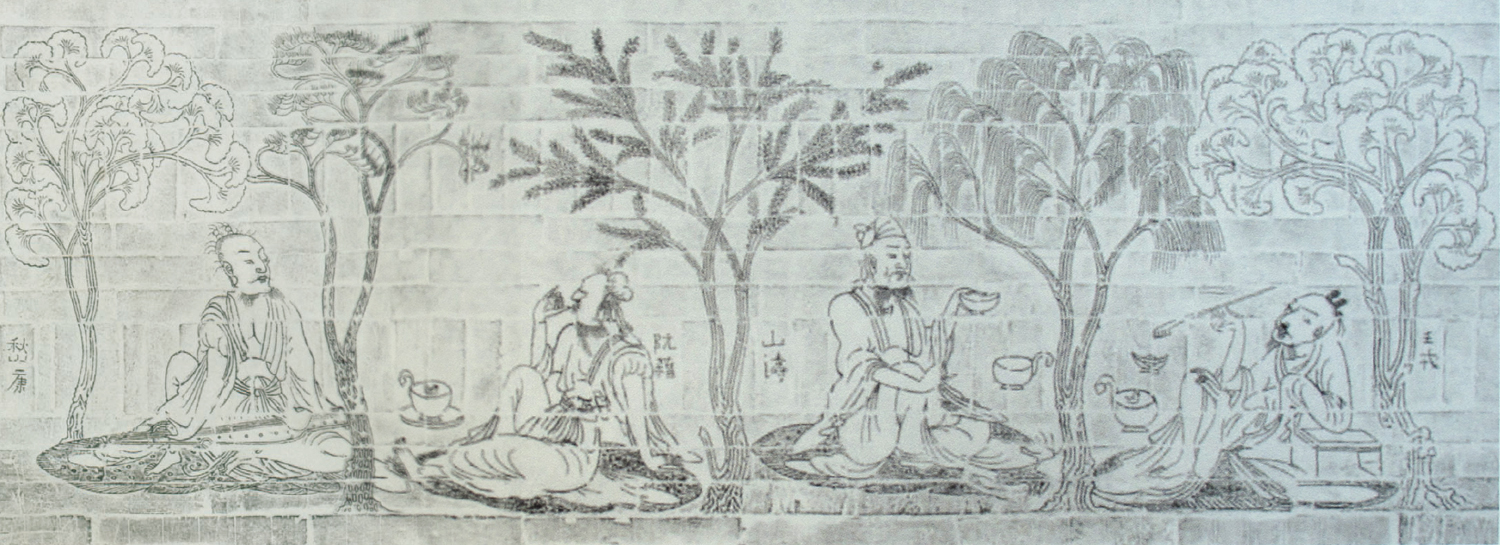
Estampage d'un relief mural recomposé d'après une peinture de Lu Tanwei, dans une tombe de la période des Song du Sud (seconde moitié du Ve siècle), représentant les Sept Sages de la forêt de bambous (des Trois Royaumes) et Rong Qiqi (penseur des Printemps et Automnes) dans une « causerie pure », buvant, fumant et célébrant les arts de la poésie et de la musique. 80 x 240 cm

Les courants de critique de l'idéologie traditionnelle connurent un essor lié aux vicissitudes politiques de la chute de la dynastie des Cao-Wei en 249. Quand Sima Yi élimina Cao Shuang et une grande partie du clan Cao, les courants critiques furent également réprimés (He Yan étant exécuté car marié à une princesse Cao) et le confucianisme regagne les pleines faveurs du pouvoir. Cela incite les penseurs incriminés (mais épargnés) à se retirer de la cour pour des lieux d'érémitisme en dehors du monde où ils pourraient développer une pensée plus libre, marquée notamment par le taoïsme naturaliste, allant à l'encontre de la tradition confucéenne qui valorise la recherche de la meilleure carrière possible dans l'administration, via notamment le succès aux concours impériaux.
La tradition chinoise en a retenu un groupe nommé les « Sept Sages de la forêt de bambous », dont les figures de proue sont les poètes Xi Kang (223-262) et Ruan Ji (210-263). Il est en fait difficile de dire si ces personnages se sont effectivement côtoyés, mais ils sont passés à la postérité comme des esprits anticonformistes, se retrouvant pour converser autour de poésie et de chansons au cours de banquets arrosés dans des ermitages isolés (?)  (la « forêt de bambous »), et plusieurs d'entre eux auraient eu une conduite scandaleuse (ce qui pourrait être lié à une tentative des sources proches des Sima de les discréditer). Ils sont ainsi devenus les archétypes du sage cultivant le retrait du monde, figure très populaire dans le monde chinois médiéval, et firent l'objet de nombreuses représentations artistiques.
Les écrits de Ruan Ji présentent bien une pensée inspirée du taoïsme (mais avec un arrière-plan confucéen) visant à ramener le monde à une morale qui aurait été perdue, ou parfois à célébrer l'éloignement mystique voire l'anarchie. Xi Kang, qui a rédigé des œuvres parmi les plus marquantes de la logique et de la dialectique chinoise médiévale, se consacre surtout à la réflexion sur les moyens d'atteindre l'immortalité selon l'angle taoïste, qui peut être atteinte par des réflexions sur la nature du dao, ou encore la pratique d'une musique libérant l'esprit des émotions et contraintes extérieures. Ils ont surtout été retenus pour avoir promu l'idéal du sage qui ne se dévoue pas à la morale confucéenne et au service du pouvoir pour se retirer des affaires du monde.

### Calligraphie
Entre la dynastie Han et la dynastie Cao Wei, le style de calligraphie chinoise appelé Kaishu, encore utilisé de nos jours dans l'écriture et l'édition, est apparu, avec son premier maître connu appelé Zhong Yao.

## Tombes et matériel funéraire
L'art du IIIe siècle chinois est mal connu, et cela est lié à plusieurs facteurs. D'abord le peu de sites archéologiques de cette période mis au jour, qui limitent le corpus d'objets connus. Ensuite des problèmes de détermination de la chronologie desdits objets : les artistes de la période des Trois royaumes n'ont manifestement pas procédé à de grands changements par rapport à ceux de la fin de l'empire des Han postérieurs, ce qui fait qu'en l'absence de textes permettant de dater précisément les sites fouillés il est souvent difficile de dire à quelle période on se situe. L'approximation est de l'ordre de plusieurs décennies. Cela vaut également pour déterminer l'attribution d'un objet à la période des Trois Royaumes où à celle de la dynastie Jin qui lui succède. De fait, on peut au mieux établir quelques grandes tendances concernant le IIIe siècle dans sa globalité.
La Plaine centrale autour du Fleuve Jaune où se développe l’État de Wei est l'ancien foyer de la culture des Han postérieurs. La culture matérielle y présente peu de modifications par rapport à la période précédente. Elle provient essentiellement de tombes appartenant au milieu des élites. Ces tombes sont constituées de façon caractéristique deux chambres souterraines, comprenant la chambre funéraire abritant le cercueil du défunt et d'autres membres de sa famille, les antichambres avec un matériel funéraire plus ou moins fourni, destiné à accompagner le défunt dans l'au-delà. Dans les autres régions, les tombes suivent les modèles de la période précédente, mais présentent une plus grande diversité. Aucune tombe impériale de cette période n'a été mise au jour, même si les textes anciens donnent leur localisation approximative. La seule à avoir été identifiée est celle du prince Cao Zhi, située à Yushan dans le Shandong. Elle est constituée de deux chambres, celle abritant le cercueil faisant 8 mètres de haut, culminant dans une voûte. Une autre tombe a été mise au jour en 2008 à Fancheng dans la préfecture de Xiangyang (Hubei), abritant les cercueils en bois d'un personnage de statut militaire (que les fouilleurs ont pu chercher à identifier comme étant Cao Cao, sans aucune assurance) et de sa femme, datant de la fin des Han ou des premiers temps du royaume de Wei.
Le matériel qui y a été retrouvé dans les deux tombes de Wei mentionnées plus haut est dans la droite ligne des traditions artistiques de la période finale des Han, des objets prisés des élites de l'époque. Celle de Cao Zhi a livré 132 objets luxueux, en jade, verre, agate, pierres précieuses, etc.. Celui de la tombe de Fancheng est impressionnant : de nombreuses vases en argile à glaçure ; des figurines en argile elles aussi glaçurées, représentant notamment des animaux et une créature à tête de félin servant sans doute de gardien de tombe, mais aussi une maquette de tour haute de plus d'un mètre ; des figurines de bronze, notamment un cheval à échelle réelle ; d'autres objets en bronze ou en fer (vaisselle, ornements divers comme un crochet, un brasier, un sabre, une gâchette d'arbalète, un miroir circulaire décoré d'animaux stylisés) ; un disque et une figurine en jade ; des bijoux et autres ornements vestimentaires (un bracelet et un disque en or, un collier de perles de cristal et d'agate).
Les objets les plus caractéristiques des tombes de la Chine ancienne et médiévale sont ceux désignés par le terme mingqi, confectionnés expressément dans un but funéraire, et en particulier les figurines de terre cuite d'hommes, d'animaux, de bâtiments et de véhicules. Ce petit peuple des tombes est assez semblable où qu'on soit, jusqu'au Sichuan dans le royaume de Shu. Il témoigne d'une attention au geste exact, bien observé et rendu avec l'économie qui caractérise l'art populaire. Ce style simple et direct se rencontre aussi sur les briques peintes de cette époque. En effet les murs des tombes des élites étaient souvent peints ; depuis les Han postérieurs, les représentations dominantes sont des scènes de la vie quotidienne idéalisée du défunt, manifestant notamment les succès dans sa carrière administrative, mais durant la période des Trois Royaumes on y rencontre tout simplement la vie, sans prétention, du petit peuple. Et ces images ont un grand succès en Chine, aujourd'hui.

Objets issus de tombeaux des régions dans la mouvance du royaume de Wei.
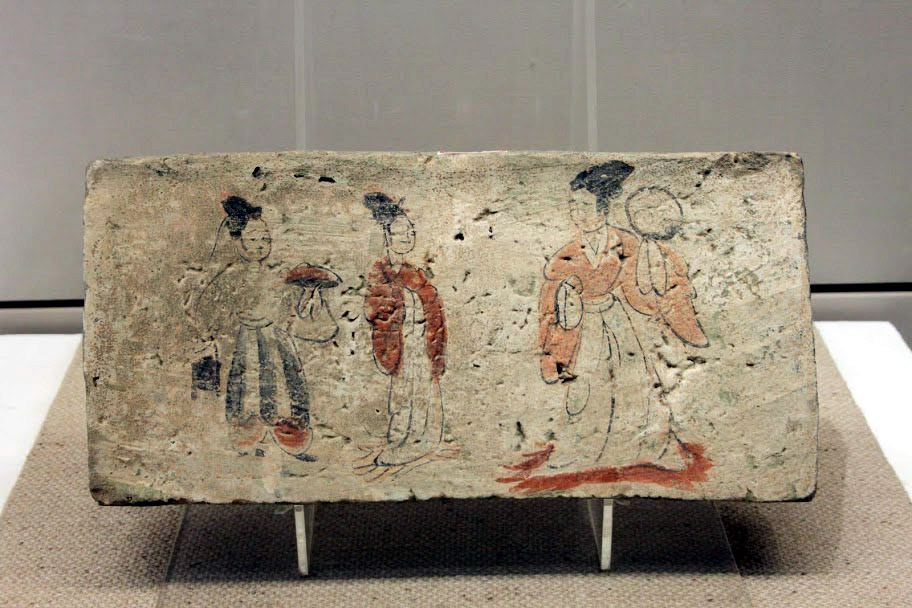
Brique peinte représentant une scène de vie quotidienne.
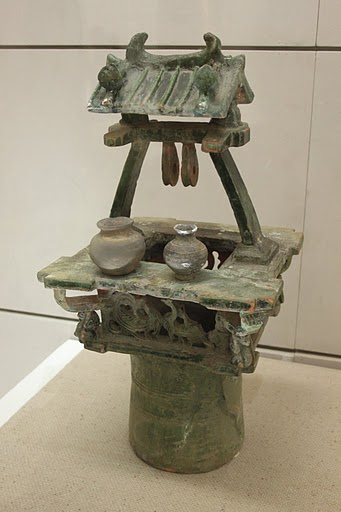
Maquette d'un puits en céramique glaçurée.
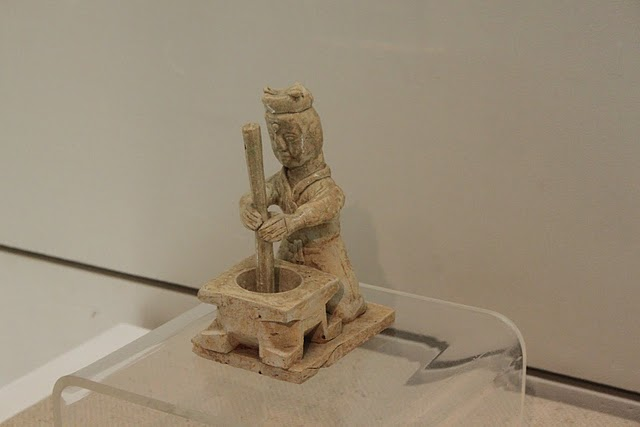
Figurine en terre cuite. Potier en train de pilonner des matériaux pour la céramique, dans un mortier.
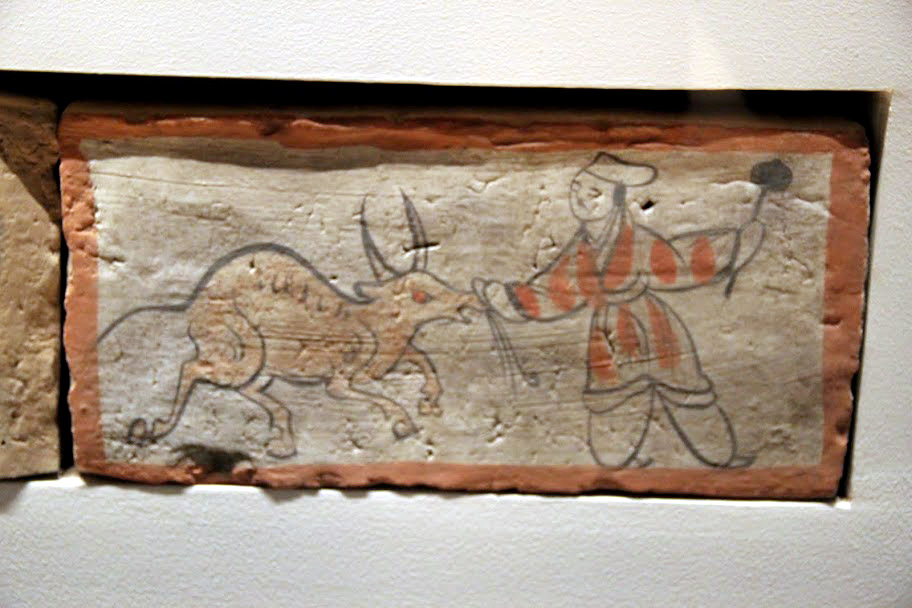
Tuer un bœuf à la massue. Peinture sur brique, 17 x 36 cm. Tombe, Gansu. IIIe siècle, période : Wei - Jin de l'Ouest

### Les miroirs

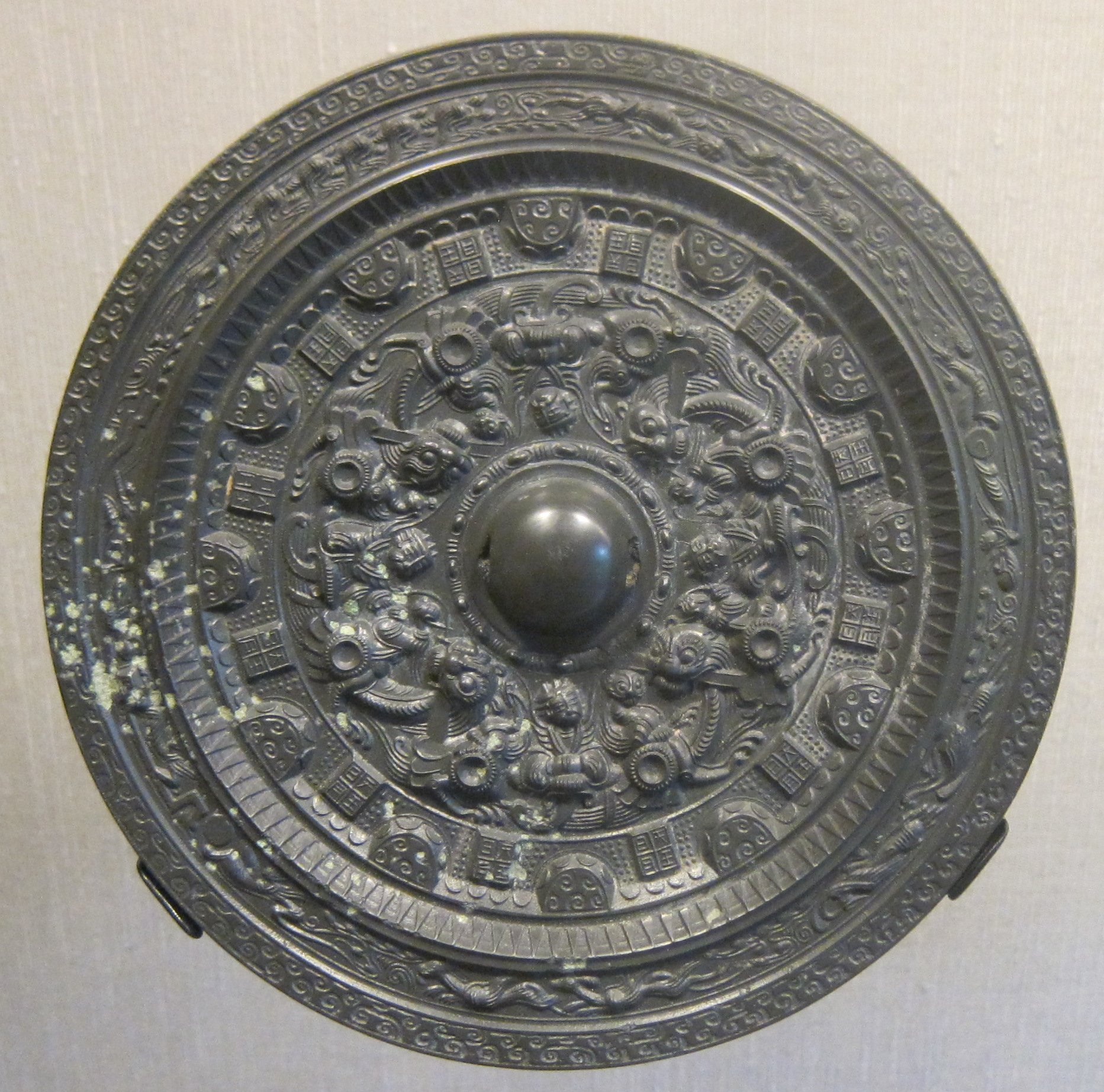
Miroir à composition en cercle de figures identiques. Figures taoïstes entourées d'animaux hybrides
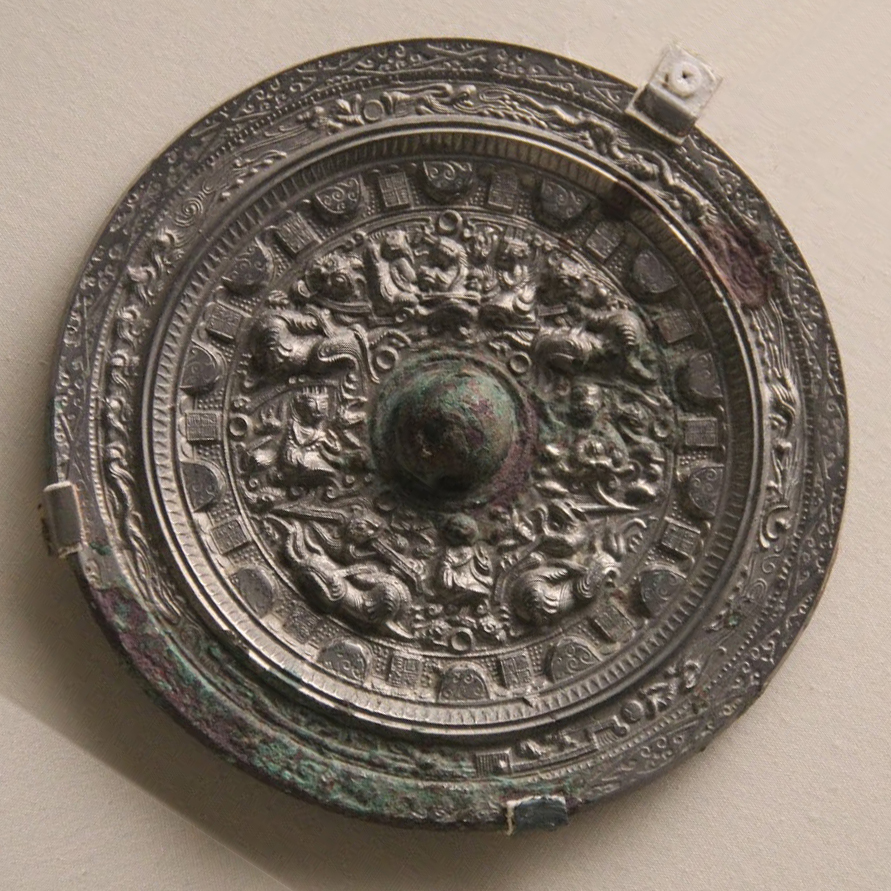
Miroir en bronze, composition verticale de figures diverses. Royaume de Wei. Figures taoïstes et animaux hybrides[N 2]
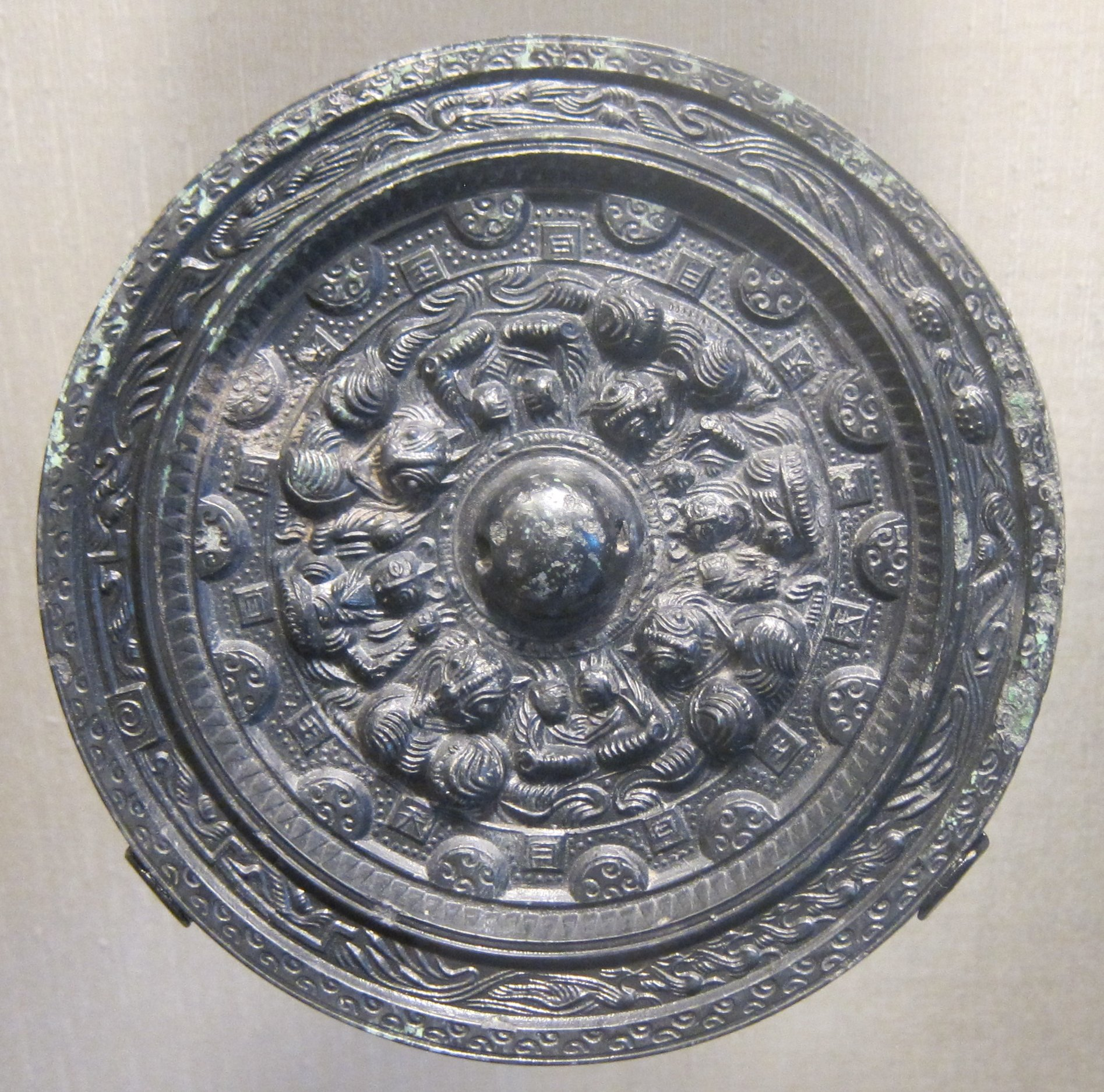
Miroir, composition en symétrie : une figure humaine et une autre "masquée". Figures taoïstes entourées d'animaux hybrides

## Personnalités importantes
- Cao Cao
- Cao Chun
- Cao Fang
- Cao Hong
- Cao Huan
- Cao Mao
- Cao Pi
- Cao Ren
- Cao Rui
- Cao Shuang
- Cao Xiu
- Cao Zhang
- Cao Zhen
- Cao Zhi
- Cheng Yu
- Chen Qun
- Chen Tai
- Deng Ai
- Dian Wei
- Impératrice Wenzhao
- Gao Lan
- Gongsun Yuan
- Guanqiu Jian
- Guo Huai
- Guo Jia
- Hao Zhao
- Jia Xu
- Man Chong
- Pang De
- Sima Yi
- Sima Zhao
- Wang Lang
- Xiahou Dun
- Xiahou Shang
- Xiahou Yuan
- Xu Chu
- Xu Huang
- Xun Yu
- Yue Jin
- Yu Jin
- Zhang He
- Zhang Liao
- Zhong Hui
- Zhuge Dan

## Empereurs du Royaume de Wei
Le royaume de Wei compta six empereurs :
1. Cao Cao (à titre posthume)
2. Cao Pi (220 - 226)
3. Cao Rui (226 - 239)
4. Cao Fang (239 - 254)
5. Cao Mao (254 - 260)
6. Cao Huan (260 - 265), abdique.

L'arbre généalogique ci-dessous présente la famille des dirigeants du royaume de Wei. Les dates en dessous des noms sont les dates de début et fin de règne.
|                                |                                |                                |                                |                                |                                |                               |                               |                                |                                |                                |                                | Cao Cao 曹操 (155-220)         |                                |                                 |                                 |                                 |                                 |                                 |                                 |                          |                          |  |  |                                 |                                 |                                 |                                 |                                 |                                 |  |  |  |  |  |  |        |  |  |  |  |  |  |  |  |  |  |  |
|                                |                                |                                |                                |                                |                                |                               |                               |                                |                                |                                |                                |                                |                                |                                 |                                 |                                 |                                 |                                 |                                 |                          |                          |  |  |                                 |                                 |                                 |                                 |                                 |                                 |  |  |  |  |  |  |        |  |  |  |  |  |  |  |  |  |  |  |
|                                |                                |                                |                                |                                |                                |                               |                               |                                |                                |                                |                                |                                |                                |                                 |                                 |                                 |                                 |                                 |                                 |                          |                          |  |  |                                 |                                 |                                 |                                 |                                 |                                 |  |  |  |  |  |  |        |  |  |  |  |  |  |  |  |  |  |  |
|                                |                                |                                |                                | Cao Pi 曹丕 (187-226) 220-226  | Cao Pi 曹丕 (187-226) 220-226  | Cao Pi 曹丕 (187-226) 220-226 | Cao Pi 曹丕 (187-226) 220-226 | Cao Pi 曹丕 (187-226) 220-226  | Cao Pi 曹丕 (187-226) 220-226  |                                |                                |                                |                                |                                 |                                 | Cao Zhang 曹彰 (189-223)        | Cao Zhang 曹彰 (189-223)        | Cao Zhang 曹彰 (189-223)        | Cao Zhang 曹彰 (189-223)        | Cao Zhang 曹彰 (189-223) | Cao Zhang 曹彰 (189-223) |  |  | Cao Yu 曹宇(?-?)                | Cao Yu 曹宇(?-?)                | Cao Yu 曹宇(?-?)                | Cao Yu 曹宇(?-?)                | Cao Yu 曹宇(?-?)                | Cao Yu 曹宇(?-?)                |  |  |  |  |  |  |        |  |  |  |  |  |  |  |  |  |  |  |
|                                |                                |                                |                                | Cao Pi 曹丕 (187-226) 220-226  | Cao Pi 曹丕 (187-226) 220-226  | Cao Pi 曹丕 (187-226) 220-226 | Cao Pi 曹丕 (187-226) 220-226 | Cao Pi 曹丕 (187-226) 220-226  | Cao Pi 曹丕 (187-226) 220-226  |                                |                                |                                |                                |                                 |                                 | Cao Zhang 曹彰 (189-223)        | Cao Zhang 曹彰 (189-223)        | Cao Zhang 曹彰 (189-223)        | Cao Zhang 曹彰 (189-223)        | Cao Zhang 曹彰 (189-223) | Cao Zhang 曹彰 (189-223) |  |  | Cao Yu 曹宇(?-?)                | Cao Yu 曹宇(?-?)                | Cao Yu 曹宇(?-?)                | Cao Yu 曹宇(?-?)                | Cao Yu 曹宇(?-?)                | Cao Yu 曹宇(?-?)                |  |  |  |  |  |  |        |  |  |  |  |  |  |  |  |  |  |  |
|                                |                                |                                |                                |                                |                                |                               |                               |                                |                                |                                |                                |                                |                                |                                 |                                 |                                 |                                 |                                 |                                 |                          |                          |  |  |                                 |                                 |                                 |                                 |                                 |                                 |  |  |  |  |  |  |        |  |  |  |  |  |  |  |  |  |  |  |
| Cao Lin 曹霖(?-?)              | Cao Lin 曹霖(?-?)              | Cao Lin 曹霖(?-?)              | Cao Lin 曹霖(?-?)              | Cao Lin 曹霖(?-?)              | Cao Lin 曹霖(?-?)              |                               |                               | Cao Rui 曹叡 (205-239) 226-239 | Cao Rui 曹叡 (205-239) 226-239 | Cao Rui 曹叡 (205-239) 226-239 | Cao Rui 曹叡 (205-239) 226-239 | Cao Rui 曹叡 (205-239) 226-239 | Cao Rui 曹叡 (205-239) 226-239 |                                 |                                 | Cao Kai 曹楷(?-?)               | Cao Kai 曹楷(?-?)               | Cao Kai 曹楷(?-?)               | Cao Kai 曹楷(?-?)               | Cao Kai 曹楷(?-?)        | Cao Kai 曹楷(?-?)        |  |  | Cao Huan 曹奐 (246-303) 260-265 | Cao Huan 曹奐 (246-303) 260-265 | Cao Huan 曹奐 (246-303) 260-265 | Cao Huan 曹奐 (246-303) 260-265 | Cao Huan 曹奐 (246-303) 260-265 | Cao Huan 曹奐 (246-303) 260-265 |  |  |  |  |  |  |        |  |  |  |  |  |  |  |  |  |  |  |
| Cao Lin 曹霖(?-?)              | Cao Lin 曹霖(?-?)              | Cao Lin 曹霖(?-?)              | Cao Lin 曹霖(?-?)              | Cao Lin 曹霖(?-?)              | Cao Lin 曹霖(?-?)              |                               |                               | Cao Rui 曹叡 (205-239) 226-239 | Cao Rui 曹叡 (205-239) 226-239 | Cao Rui 曹叡 (205-239) 226-239 | Cao Rui 曹叡 (205-239) 226-239 | Cao Rui 曹叡 (205-239) 226-239 | Cao Rui 曹叡 (205-239) 226-239 |                                 |                                 | Cao Kai 曹楷(?-?)               | Cao Kai 曹楷(?-?)               | Cao Kai 曹楷(?-?)               | Cao Kai 曹楷(?-?)               | Cao Kai 曹楷(?-?)        | Cao Kai 曹楷(?-?)        |  |  | Cao Huan 曹奐 (246-303) 260-265 | Cao Huan 曹奐 (246-303) 260-265 | Cao Huan 曹奐 (246-303) 260-265 | Cao Huan 曹奐 (246-303) 260-265 | Cao Huan 曹奐 (246-303) 260-265 | Cao Huan 曹奐 (246-303) 260-265 |  |  |  |  |  |  | adopté |  |  |  |  |  |  |  |  |  |  |  |
|                                |                                |                                |                                |                                |                                |                               |                               |                                |                                |                                |                                |                                |                                |                                 |                                 |                                 |                                 |                                 |                                 |                          |                          |  |  |                                 |                                 |                                 |                                 |                                 |                                 |  |  |  |  |  |  |        |  |  |  |  |  |  |  |  |  |  |  |
| Cao Mao 曹髦 (242-260) 254-260 | Cao Mao 曹髦 (242-260) 254-260 | Cao Mao 曹髦 (242-260) 254-260 | Cao Mao 曹髦 (242-260) 254-260 | Cao Mao 曹髦 (242-260) 254-260 | Cao Mao 曹髦 (242-260) 254-260 |                               |                               |                                |                                |                                |                                |                                |                                | Cao Fang 曹芳 (231-274) 239-254 | Cao Fang 曹芳 (231-274) 239-254 | Cao Fang 曹芳 (231-274) 239-254 | Cao Fang 曹芳 (231-274) 239-254 | Cao Fang 曹芳 (231-274) 239-254 | Cao Fang 曹芳 (231-274) 239-254 |                          |                          |  |  |                                 |                                 |                                 |                                 |                                 |                                 |  |  |  |  |  |  |        |  |  |  |  |  |  |  |  |  |  |  |